# Phil Collins
Philip David Charles Collins (ur. 30 stycznia 1951 w Londynie) – angielski piosenkarz, perkusista, tekściarz, producent muzyczny i aktor. Wokalista i perkusista angielskiego zespołu rocka progresywnego Genesis. Zdobywca Oscara, dwóch Złotych Globów i ośmiu nagród Grammy.
Wykonał osiem piosenek, które dotarły do 1. miejsca listy przebojów Billboard Hot 100 pomiędzy 1984 a 1989. Jego międzynarodowa popularność sprawiła, że Genesis, grupa zaliczana do nurtu rocka progresywnego, regularnie pojawiała się na listach przebojów muzyki pop i była jednym z filarów w początkach działalności stacji telewizyjnej MTV.
Profesjonalną karierę muzyczną rozpoczął jako perkusista, najpierw w rockowej grupie Flaming Youth, później w Genesis, w którym początkowo był także drugim wokalistą w utworach śpiewanych przez Petera Gabriela, a samodzielnie zaśpiewał dla Genesis w tym okresie tylko dwa utwory. Trzy dalsze piosenki z Collinsem jako wokalistą znalazły się na albumach solowych wydanych przez muzyków związanych z Genesis, m.in. duet w dwóch partiach głosowych, śpiewanych na przemian przez Collinsa i sopranistkę Viv McAuliffe przy akompaniamencie gitary klasycznej Anthony’ego Phillipsa: „God If I Saw Her Now” na albumie The Geese and the Ghost. W 1975 został wokalistą Genesis. Pod koniec dekady pierwszy międzynarodowy przebój Genesis – „Follow You, Follow Me” – stał się początkiem radykalnej zmiany stylu muzycznego grupy ku muzyce pop.
W latach 80. rozpoczął i z powodzeniem kontynuował karierę solową, która wpłynęła także na komercyjny sukces Genesis. Według Atlantic Records, całkowita liczba sprzedanych płyt Collinsa wyniosła w 2002 ponad 100 mln egzemplarzy. W 2007 powrócił na sceny wielkich stadionów i hal sportowo-widowiskowych, koncertując raz jeszcze z Genesis z Tonym Banksem, Mikiem Rutherfordem przy wsparciu muzyków dodatkowej obsady koncertowej Genesis, grających od odejścia Petera Gabriela i Steve’a Hacketta: perkusistą Chesterem Thompsonem i gitarzystą Darylem Stuermerem.
Udzielał się intensywnie jako perkusista studyjny, współpracując z takimi muzykami jak Robert Plant, George Harrison, Brian Eno, John Cale, Robert Fripp, Sally Oldfield, Peter Gabriel, John Hackett, Steve Hackett, Mike Rutherford, Robert Wyatt incognito, Anni-Frid Lyngstad, Philip Bailey, czy Phil Manzanera.

## Wczesne lata
Collins jest jednym z trójki dzieci agenta ubezpieczeniowego i dziecięcej agentki teatralnej. Pierwszą perkusję dla dzieci dostał w prezencie na święta Bożego Narodzenia, kiedy miał pięć lat. Później jego wuj zrobił mu prowizoryczny instrument, na którym Phil grał regularnie, podnosząc przy tym umiejętności. Gdy dorósł, otrzymał od rodziców bardziej profesjonalny zestaw muzyczny. Ćwiczył grę na perkusji, grając przy muzyce nadawanej w radiu i telewizji, i nigdy nie nauczył się czytać nut. Stworzył za to własny system zapisu dźwięków. Pierwszy koncert przed publicznością zagrał w wieku 11 lat. Jego matka chciała jednak, aby został aktorem, dlatego już w wieku 6 lat występował w reklamach w telewizji.

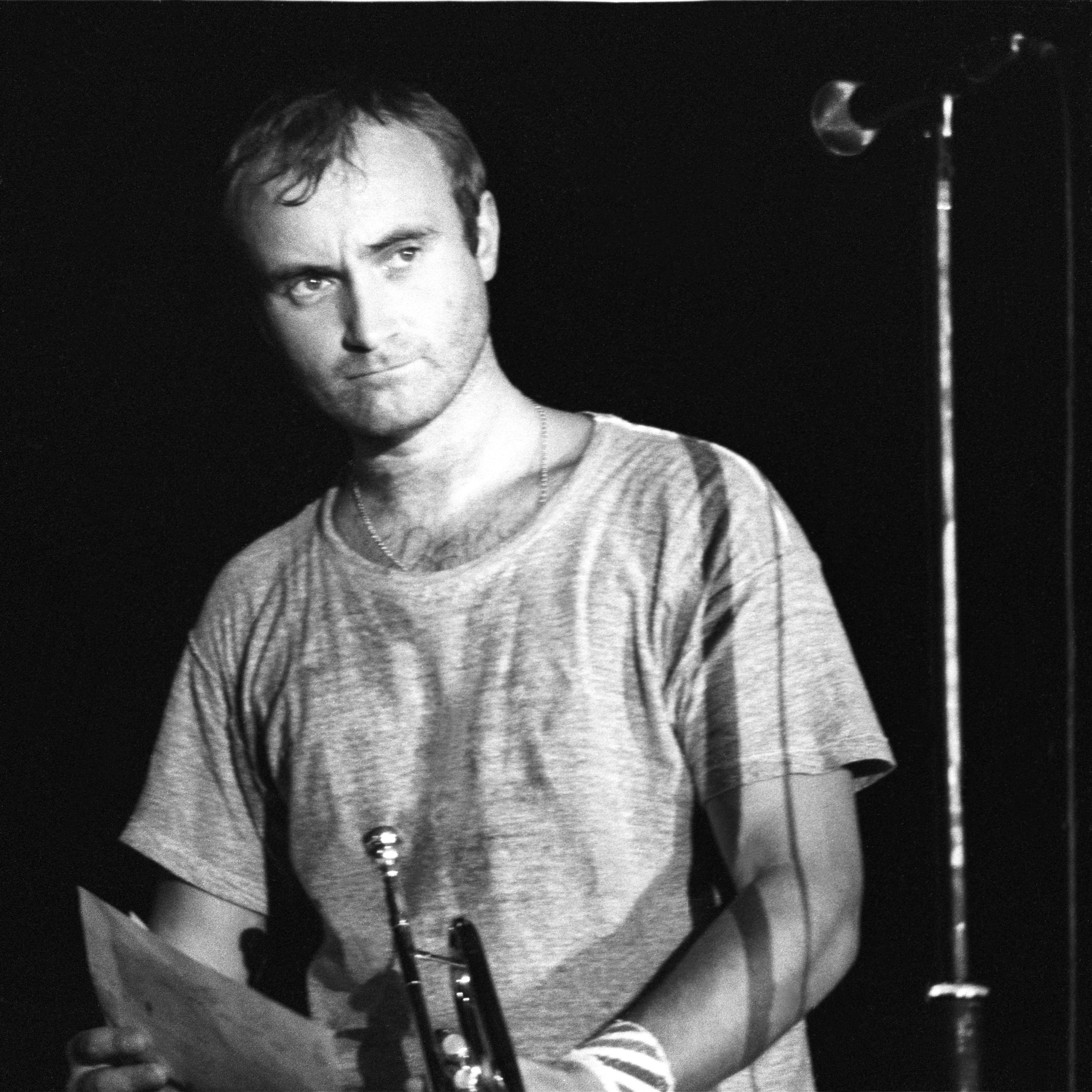
Phil Collins (1981)

Profesjonalną naukę muzyki podjął w wieku czternastu lat, kiedy dostał się do szkoły aktorskiej Barbary Speake. Rozpoczął też karierę jako dziecięcy aktor i model – jego pierwszą główną rolą była postać Jacka Dawkinsa w musicalu Oliver!, powstałym na podstawie powieści Oliver Twist Charlesa Dickensa. Pojawił się także w filmie Beatlesów Noc po ciężkim dniu jako jeden z setek krzyczących nastolatków podczas sceny koncertu. Ubiegał się także o rolę Romea w oscarowym filmie Romeo i Julia (1968).
Jednak w tym okresie bardziej interesował się muzyką, niż karierą aktorską. Jako uczeń Chiswick Community School, założył zespół zwany The Real Thing, a później dołączył do The Freehold. Gdy należał do tej grupy, napisał swoją pierwszą piosenkę – „Lying Crying Dying”.
Pierwszy profesjonalny kontrakt podpisał jako perkusista Flaming Youth, nagrywając z nimi płytę Ark 2 (1969). Ark 2 – album koncepcyjny zainspirowany lądowaniem człowieka na księżycu, który mimo pochlebnych ocen krytyków nie był sukcesem komercyjnym. Melody Maker nazwał płytę „Albumem pop miesiąca”, opisując ją jako „pięknie zagraną, dojrzałą muzykę z przyjemną, zwartą harmonią”. Główny singel albumu, From Now On, nie zdobył popularności w radiu. Po roku koncertowania grupa rozpadła się z powodu braku sukcesów oraz napięć w zespole.
W 1970 zagrał na perkusji w piosence George’a Harrisona „The Art of Dying”.

## OkresGenesis
W 1970 Collins odpowiedział na zamieszczone w Melody Maker ogłoszenie Genesis, dotyczące zatrudnienia w zespole „perkusisty wrażliwego na muzykę akustyczną i gitarzysty dwunastostrunowego”. Grupa zamieściła ogłoszenie po kolejnym odejściu trzech perkusistów, uczestniczących w nagraniu jedynie dwóch płyt. Przesłuchanie miało miejsce w domu rodziców Petera Gabriela. Kandydaci wykonywali utwory z drugiej płyty zespołu – Trespass (1970). Collins przyjechał wcześniej i choć nie znał tych utworów, nauczył się ich, słuchając kandydatów grających przed nim. Wygrał przesłuchanie i rok później wziął udział w nagraniu albumu Nursery Cryme. Mimo że w ciągu następnych pięciu lat był głównie perkusistą i okazjonalnie drugim wokalistą, zaśpiewał w tym okresie samodzielnie dwie piosenki – „For Absent Friends” (z Nursery Cryme) i „More Fool Me” (z Selling England by the Pound – 1973).

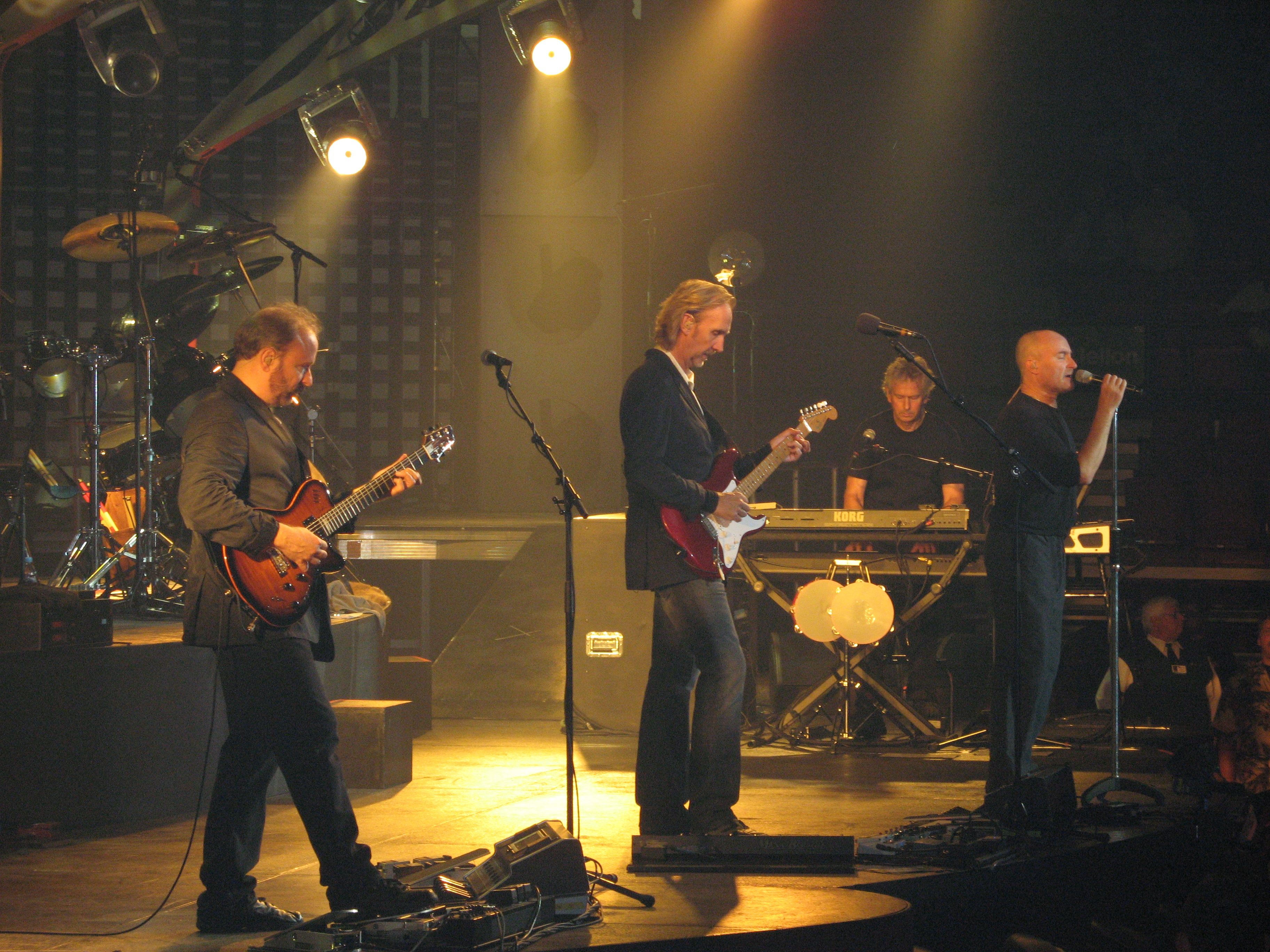
Koncert Genesis w Pittsburghu, 2007

W 1974, podczas nagrywania podwójnego, epickiego, koncepcyjnego albumu Genesis The Lamb Lies Down on Broadway, muzyk ambientu i producent Brian Eno, który przetworzył elektronicznie utwór „The Grand Parade of Lifeless Packaging”, co nazwano na okładce neologizmem Enossification, poszukiwał perkusisty do nagrania swojego albumu Another Green World. Collins wykonał to zadanie, co pokryło koszty pracy Briana Eno przy The Lamb Lies.... Collins współpracował tam z takimi wybitnymi instrumentalistami, jak gitarzysta Robert Fripp czy altowiolista John Cale. Jego dalsza skomplikowana praca przy bębnach w studio dla Briana Eno, obok takich osobistości jak, ponownie Robert Fripp, gitarzysta zespołu Roxy Music, Phil Manzanera, czy Robert Wyatt incognito jako „Sherry Williams” na perkusji kubańskiej, została formalnie uwzględniona na okładce po niekończących się sesjach (nagrali ponad 120 utworów) ostatniego „piosenkowego” albumu Briana Eno, Before and after Science (1977).
W 1975, po trasie koncertowej przedstawiającej cały album The Lamb Lies Down on Broadway jako spektakl multimedialny, Peter Gabriel opuścił grupę. Był wyczerpany rolą gwiazdy i lidera supergrupy rockowej, muzycznie także coraz bardziej oddalał się od reszty zespołu. To Gabriel stworzył i napisał teksty tego spektaklu, a reszta grupy, mniej więcej spójnie, prawie całą muzykę. Po kilku latach przerwy, Gabriel podjął, raczej wyciszoną w porównaniu z jego karierą w Genesis, karierę solową. Po bezowocnych poszukiwaniach nowego wokalisty, został nim Collins, a zespół do gry na koncertach na krótko zaangażował perkusistę grup Yes i King Crimson, Billa Bruforda. Grę Bruforda słychać podczas wydłużonej wersji utworu „Cinema Show” na albumie koncertowym Seconds Out. Jednak Bruford chciał akceptacji jako pełnoprawny członek zespołu, na co grupa nie wyraziła zgody. Zatem Bruford został zastąpiony przez byłego perkusistę Franka Zappy – Chestera Thompsona, który nie miał takich oczekiwań i odtąd stał się głównym, koncertowym perkusistą zespołu.
Pierwsza płyta z Collinsem jako wokalistą to A Trick of the Tail z 1976. Album trafił na listę przebojów American Top 40 i dotarł na trzecie miejsce w jej angielskim odpowiedniku. Rolling Stone wówczas pisał: „Genesis potrafiła zmienić groźbę katastrofy po odejściu Petera Gabriela w pierwszy, szeroko pojęty amerykański sukces.”
W latach 70. był cenionym i pożądanym perkusistą studyjnym. Wziął udział w wielu nagraniach znaczących postaci rocka progresywnego. Szczególnie udane przykłady tej działalności Collinsa, to jego udział w nagraniu dwóch cenionych przez krytykę albumów gitarzystów Genesis, na których nie tylko zagrał jako perkusista (w pierwszym przypadku), lecz także zaśpiewał niektóre główne partie wokalne:
- „Star of Sirius” pierwszy album solowy wirtuoza gitary Steve’a Hacketta Voyage of the Acolyte (1975), nagrany po odejściu Gabriela – ale jeszcze przed odejściem samego Hacketta z Genesis. Album ten, z uwagi na jego fantastykę i piękno ekspresywnej, melodyjnej gry na gitarach, z tytułami opiewającymi postacie z kart tarota i podobne, nagrany został z udziałem wszystkich członków Genesis oprócz klawiszowca Tony’ego Banksa. Płyta ta bywa uważana de facto za album Genesis, najbardziej gitarowy ze wszystkich. Zaśpiewała tam również wokalistka i multiinstrumentalistka Sally Oldfield, siostra multiinstrumentalisty Mike’a Oldfielda, autora m.in. Tubular Bells.
- Collins był dwa lata później głównym wokalistą w dwóch utworach, w tym wyjątkowo w duecie (na przemian) z sopranistką Viv McCulloch w utworze „God if I Saw Her Now”, w jeszcze bardziej akustycznym, gitarowym albumie pierwszego gitarzysty Genesis, Anthony’ego Phillipsa, The Geese and the Ghost(inne języki) (1977), wydanego po latach ponownie, w znacznie rozszerzonym wydaniu (2008). Basista/gitarzysta Genesis Mike Rutherford zagrał na obu albumach na gitarach i był wraz z Phillipsem współkompozytorem, razem opracowywali i nagrywali ten album na przestrzeni kilku lat, począwszy od (1970).

Już jako członek Genesis udzielał się w jazzowej grupie Brand X, która nagrała z nim, jako perkusistą, swój pierwszy album, Unorthodox Behaviour. Od kiedy jednak Genesis okazała się dla Collinsa priorytetem, Brand X odbyła kilka tras koncertowych i nagrała kilka płyt bez Collinsa. Dzięki Brand X perkusista spotkał się po raz pierwszy z automatem perkusyjnym i z ośmiościeżkowym magnetofonem.
Pod koniec dekady zespół Genesis odchodząc od rocka progresywnego skierował się w stronę muzyki pop. Mimo to w albumie …And Then There Were Three… (1978), nadal wyraźne są echa ich pierwotnego stylu.
W latach 80. grupa nagrała kilka odnoszących sukcesy płyt, np. Duke (1980), Abacab (1981), Genesis (1983) i Invisible Touch (1986). Tytułowy utwór z tej ostatniej, jako jedyny z repertuaru Genesis, stał się numerem jeden na amerykańskiej liście przebojów Billboard Hot 100. Zespół był nominowany do nagrody MTV za najlepszy teledysk roku za piosenkę „Land of Confusion” (1987), przegrał jednak z utworem „Sledgehammer” Petera Gabriela.
Phil Collins odszedł z Genesis w 1996, by skoncentrować się na karierze solowej. Ostatnia płyta grupy nagrana z nim jako wokalistą, to We Can’t Dance (1991).
Collins i Peter Gabriel współpracowali jednak z Tonym Banksem i Mikiem Rutherfordem, a nawet ze Steve’em Hackettem w 1999, stąd nowa wersja „The Carpet Crawlers” (pierwotnie z albumu The Lamb Lies Down on Broadway) (1974) umieszczona na płycie Genesis Turn It On Again: The Hits. Około 2005 rozpoczęły się rozmowy na temat reaktywacji zespołu – Collins proponował, aby liderem grupy został ponownie Gabriel, a on sam powróciłby do gry na perkusji. Ostatecznie grupa powróciła w składzie Collins/Rutherford/Banks, z tradycyjnym wsparciem perkusisty Chestera Thompsona i gitarzysty Daryla Stuermera, by wyruszyć w 2007 w trasę koncertową Turn It On Again: The Tour, na stadionach i największych arenach świata.

## Kariera solowa
We wczesnej twórczości Collinsa widocznych jest wiele odniesień do jego rozwodu, choć nigdy nie wyraził tego dosłownie. Dwie piosenki z płyty Genesis pt. Duke (1980) – „Please Don’t Ask” i obecna w Top 20 „Misunderstanding” – opowiadają o nieudanych związkach. Wcześniej Collins wyprodukował i zagrał na perkusji na płycie Johna Martyna, „Grace and Danger”, której myślą przewodnią jest rozpad małżeństwa. Rozwód jest też głównym tematem pierwszej solowej płyty Collinsa pt. Face Value (1981).

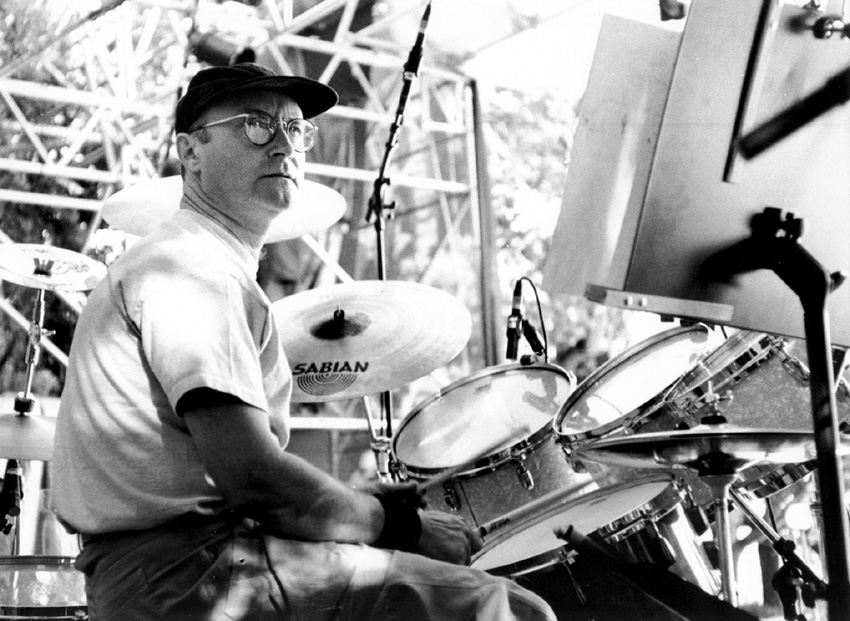
Phil Collins przy perkusji (1996)

Piosenki nagrane na jego pierwszych albumach, szczególnie „In the Air Tonight” i „I Don’t Care Anymore”, oparte są głównie na dźwiękach perkusji i mają dość mroczny, pesymistyczny wydźwięk. O płycie pt. Face Value Collins powiedział: „Miałem żonę, dwoje dzieci, dwa psy, a następnego dnia straciłem wszystko. Wiele z tych piosenek zostało napisanych, bo przechodziłem przez te emocjonalne zmiany”. Niekiedy na utwory miały wpływ także inne czynniki, np. piosenka „Behind the Lines” z płyty Face Value była jazzową przeróbką piosenki Genesis, której Collins był współautorem. Face Value uzyskała status płyty multiplatynowej, zdobyła uznanie wśród krytyków i okazała się bardzo dobrym początkiem solowej kariery Collinsa.
Mimo że piosenka „You Can’t Hurry Love” – przeróbka utworu zespołu The Supremes, obecna na kolejnej płycie Hello, I Must Be Going! – stała się numerem jeden w Wielkiej Brytanii, drugi album Collinsa spotkał się z nieprzychylnym przyjęciem przez niektórych krytyków. Mimo to Hello, I Must Be Going! okryła się potrójną platyną w USA, a „You Can’t Hurry Love” był pierwszym utworem Collinsa, który stał się hitem na amerykańskiej liście przebojów. Płyta zajęła także drugie miejsce na angielskiej liście najlepszych albumów i zajmowała je ponad rok.
W 1979 zagrał na perkusji w dwóch pierwszych utworach trzeciej solowej płyty Petera Gabriela. Album ukazał się w 1980. Gabrielowi i inżynierowi dźwiękowemu Hugh Padghamowi, przy pomocy Collinsa, udało się odkryć charakterystyczne brzmienie perkusji, zwane „gated-reverb”, które zdominowało całe lata 80. Pierwsze próby do późniejszego „Intruder” przebiegały w studio o kamiennych ścianach. Według Gabriela, talerze brzmiały zbyt drażniąco, więc stanowczo kazał je usunąć. Collins w miejsce blach uderzał w zawieszone na odpowiedniej wysokości bębny, a mikrofony zostały oddalone od zestawu perkusyjnego. Gdy Collins zaczął grać, Pudgham używał w konsolecie nowych możliwości, które niebywale szybko wyciszały dźwięk intensywnych uderzeń. Rezultatem było brzmienie „gated-reverb”, które Collins chciał umieścić również na swoim pierwszym albumie. Tak zaczęła się wieloletnia współpraca Collinsa z Padghamem. Nowe brzmienie perkusji zostało wykorzystane między innymi na dwóch pierwszych albumach Collinsa (zwłaszcza w przebojowym „In the Air Tonight”), trzeciej i czwartej płycie Petera Gabriela oraz w wielu pojedynczych utworach, m.in. „Mama” Genesis czy „I Know There’s Something Going On” Fridy Lyngstad.
W 1982 został producentem płyty Something’s Going On, solowego albumu Anni-Frid Lyngstad, która zaproponowała Collinsowi współpracę, będąc pod wrażeniem solowych płyt Collinsa, a zwłaszcza ich emocjonalnego, bardzo osobistego wydźwięku. Powstały w ten sposób album, w którym Collins zagrał na perkusji, zawierał międzynarodowy hit lat 1982–1983 – „I Know There’s Something Going On” (Russ Ballard) i duet Collinsa z Fridą, „Here We’ll Stay”, a jego przeróbka (śpiewana tylko przez Fridę) została wydana jako singiel.
Punktem zwrotnym w karierze Collinsa stała się propozycja skomponowania „Against All Odds (Take a Look at Me Now)”, piosenki do filmu Przeciw wszystkim. Utwór był przeróbką numeru „How Can You Sit There?”, który miał znaleźć się na krążku Face Value, ale ostatecznie jednak nie został nagrany. Ballada stała się klasykiem i zdobyła pierwsze miejsce na amerykańskich listach przebojów i drugie na brytyjskich (przegrywając z piosenką Lionela Richiego „Hello”). Przez wielu krytyków ta chwila uznawana jest za odejście Collinsa od jego pierwotnego, mrocznego stylu i początek tworzenia muzyki bardziej popowej i elektronicznej.
W 1984 zwrócił na siebie uwagę produkcją płyty Chinese Wall Philipa Baileya. Artyści nagrali w duecie piosenkę „Easy Lover”, która dotarła na drugie miejsce amerykańskiej listy przebojów i spędziła cztery tygodnie na pierwszym miejscu w Wielkiej Brytanii. Collins pracował z sekcją instrumentów dętych grupy Baileya Earth, Wind & Fire (znaną później jako Phenix Horns) w latach 80., zarówno w Genesis, jak i jako artysta solowy. Pod koniec 1984 uczestniczył w projekcie charytatywnym grupy Boba Geldofa Band Aid i grał na perkusji w ich piosence „Do They Know It’s Christmas”. W 1985 został zaproszony do udziału w koncercie charytatywnym Live Aid zorganizowanym przez Boba Geldofa, odbywającym się zarówno na Stadionie Wembley w Anglii, jak i na Stadionie Johna F. Kennedy’ego w Filadelfii w USA. Collins zagrał na obu stadionach. Na Wembley wystąpił solo i wraz ze Stingiem, potem wsiadł do Concorde’a, poleciał do Filadelfii i tam ponownie zaśpiewał jako solowy artysta, a także grał na perkusji podczas występu Led Zeppelin i Erica Claptona. W tym samym roku współpracował z Howardem Jonesem przy jego singlu. Jones nagrał ponownie swoją piosenkę „No One Is to Blame” z albumu Dream into Action, a Collins towarzyszył mu jako perkusista, drugi głos i producent. Artysta grał na perkusji także na płytach Roberta Planta i Tiny Turner. Wyprodukował także i zagrał na albumie Erica Claptona Behind the Sun, a także na kolejnym – August. Jego sukcesy solowe i równoległa kariera w zespole Genesis, stały się w 1985 tematem tytułowym magazynu Rolling Stone. Był to jedyny raz, gdy Collins pojawił się na okładce tego czasopisma.
Również w 1985 nagrał swój najlepiej oceniany album pt. No Jacket Required, na którym umieścił przeboje: „Sussudio”, „One More Night”, „Don’t Lose My Number” i „Take Me Home”. Przy płycie współpracowali Sting, Helen Terry i były kolega z zespołu Peter Gabriel jako drugi wokalista. Collins w duecie z Marilyn Martin nagrał także piosenkę „Separate Lives”, amerykański numer jeden na listach przebojów, wyprodukowany dla filmu Białe noce. W 1985 trzy piosenki Collinsa zajęły pierwsze miejsca na amerykańskich listach przebojów – najwięcej spośród piosenkarzy tamtego roku. No Jacket Required wygrał kilka Nagród Grammy, włączając w to tytuł albumu roku. Pomimo komercyjnego sukcesu, No Jacket Required został niezbyt przychylnie odebrany przez krytyków. Także „Sussudio” było ocenione krytycznie jako zbyt podobne do piosenki Prince’a 1999, zarzutu tego Collins nigdy nie obalił. Mimo tego album stał się najlepiej sprzedającą się płytą w USA (pobijając m.in. album Thriller) i w Wielkiej Brytanii.

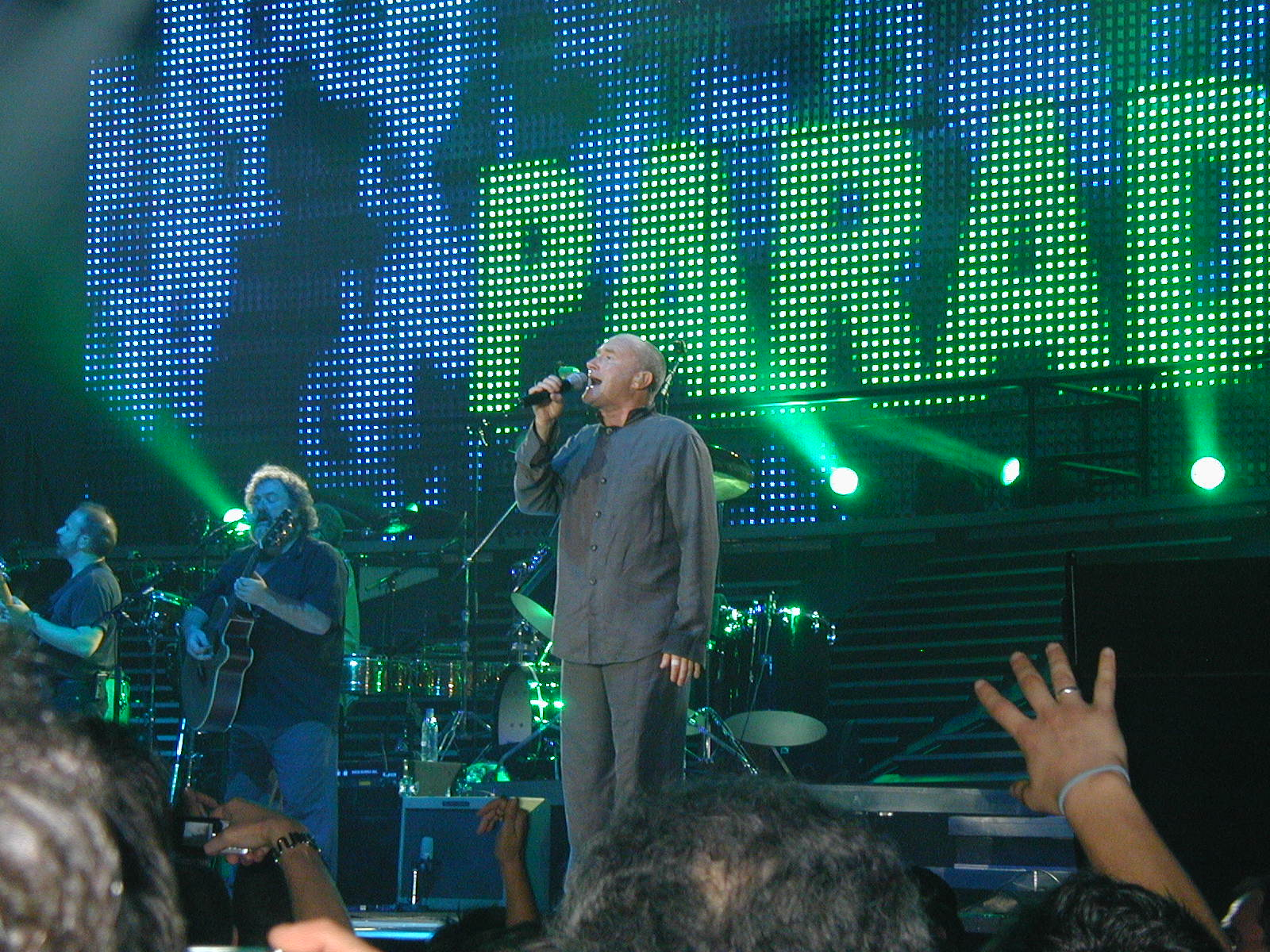
Phil Collins w Barcelonie (2004)

W 1988 zagrał w filmie Buster opowiadającym o napadzie stulecia mającym miejsce w Anglii w latach 60. Film zebrał dobre recenzje, a Collins nagrał doń dwie piosenki: „Two Hearts”, „A Groovy Kind of Love” oraz napisał słowa i skomponował muzykę do utworu „Loco In Acapulco” nagranego przez zespół Four Tops. W 1989 wyprodukował album …But Seriously zawierający utwór mówiący o problemie bezdomności – „Another Day in Paradise” z Davidem Crosbym jako drugim głosem; Collins później odwzajemnił się, grając i śpiewając w piosence „Hero” na płycie Crosby’ego Thousand Roads wydanej w 1993. „Another Day in Paradise” stał się numerem jeden na amerykańskiej liście Billboard Charts w końcu 1989, Collins dostał za nią Nagrodę Grammy za Nagranie Roku (1990). Collins został skrytykowany za to, że namawia innych do oddawania pieniędzy na pomoc dla biednych i bezdomnych, podczas gdy sam cieszy się statusem milionera. Inne utwory na płycie to np. „Something Happened on the Way to Heaven”, „Do You Remember?” (tylko na edycji w USA) i „I Wish It Would Rain Down” (później Collins nagrał dłuższą wersję z Erikiem Claptonem grającym na gitarze). Piosenki o apartheidzie i bezdomności to zwrot Collinsa ku sprawom politycznym i społecznym. Ten temat powraca w kolejnych albumach, m.in. w nagranym w 1990 Serious Hits... Live!.
W 1993 wydał album Both Sides, który jednak nie odniósł komercyjnego sukcesu. Była to eksperymentalna płyta zawierająca według Collinsa utwory, które „stały się tak prywatne, tak osobiste, nie chcę, aby ktoś inny włożył w nie swój wkład”. Charakteryzujący się mniej wygładzonym studyjnie dźwiękiem i większą liczbą wolnych utworów od poprzednich płyt, Both Sides był znaczącym odejściem piosenkarza od poprzedniego stylu. Collins nie korzystał z usług innych muzyków, wykonując wszystkie wokalne i instrumentalne partie w swoim domowym studiu i używając nieobrobionych dźwięków w finalnym produkcie. Album nie został dobrze przyjęty w radiu. Jego dwa główne hity „Both Sides of the Story” i „Everyday”, odniosły niewielki sukces w porównaniu do poprzednich przebojów Collinsa.
Collins starał się wrócić do muzyki pop albumem Dance into the Light, który Entertainment Weekly zrecenzował słowami „nawet Phil Collins musi wiedzieć, że wszyscy jesteśmy już zmęczeni Philem Collinsem”. Płyta zawierała kilka hitów, takich jak tytułowy utwór, czy piosenka zainspirowana twórczością Beatlesów – „It’s in Your Eyes”. Mimo że album osiągnął status złotej płyty w USA, sprzedawał się gorzej niż poprzednie płyty Collinsa, a popularność zdobyła jedynie piosenka „Dance into the Light”. Mimo chłodnego przyjęcia płyty, trasa koncertowa A Trip into the Light cieszyła się dużym wzięciem.
W 1996 założył zespół The Phil Collins Big Band. Z piosenkarzem jako perkusistą grupa nagrywała jazzowe wersje największych hitów Collinsa i Genesis. The Phil Collins Big Band odbył światowe tourneé w 1998, grając m.in. na Festival de Jazz de Montreux. W 1999 grupa wydała album coverowy pt. A Hot Night in Paris. Wcześniej Collins wydał kompilację …Hits zawierającą hitów z jego kariery solowej. Składanka odniosła duży sukces komercyjny, stając się kolejną multi-platynową płytą Collinsa w Ameryce. Jedyna nowa piosenka na płycie, cover utworu Cyndi Lauper „True Colors”, zdobyła drugie miejsce na liście przebojów Adult Contemporary. Sukcesem okazał się także kolejny singel Collinsa „You’ll Be in My Heart” z filmu Tarzan (1999). Piosenka spędziła 19 tygodni na pierwszym miejscu Adult Contemporary ustanawiając rekord tej listy. Collins otrzymał za nią także Oscara. Była to jego trzecia nominacja jako twórcy tekstów, poprzednią otrzymał w 1984. Piosenki „Sussudio” i „In Too Deep” zostały użyte w soundtracku filmu American Psycho z 2000, a w książce, na podstawie której nakręcono film, seryjny morderca Patrick Bateman wypowiada się entuzjastycznie o twórczości Collinsa.
Krytycy źle oceniali Collinsa już od czasów sukcesu Genesis związanego z piosenką „Follow You, Follow Me”. Jego ostatni album Testify (2002), także nie został przychylnie przyjęty. Płyta nie zajęła dobrego miejsca na listach przebojów, choć emocjonalna piosenka „Can’t Stop Loving You” (cover utworu Leo Sayera) została kolejnym numerem jeden Collinsa na liście Adult Contemporary. Testify w roku wydania sprzedało się w USA jedynie w 140 000 egzemplarzy, mimo to udana trasa koncertowa zrekompensowała straty, jakie przyniósł krążek.
Collins wyznał, że traci słuch w jednym uchu, a w 2003 zapowiedział swoją ostatnią trasę koncertową. Nazwał ją First Final Farewell Tour (Pierwsza ostatnia pożegnalna trasa koncertowa), nawiązując do seryjnych „ostatnich” tras innych artystów. Collins chciał zakończyć swoją ostatnią międzynarodową trasę koncertową, a później spędzać więcej czasu z rodziną. W 2006 koncertował podczas współpracy z Disneyem nad broadwayowską wersją Tarzana. Poza pracą z Disneyem występował niewiele. Przyjął zaproszenie gry na perkusji dla królowej Elżbiety II z okazji jej pięćdziesiątej rocznicy wstąpienia na tron. Grał także dla Paula McCartneya, Ozzy’ego Osbourne’a i Cliffa Richarda. W 2003 pracował także z hip-hopową grupą Bone Thugs-N-Harmony przy coverze piosenki „Take Me Home” zatytułowanym „Home” na ich płycie Thug World Order. W utworze zespół śpiewa zwrotki, refren jest wykonywany przez Collinsa.
Na przełomie lutego i marca 2011 ogłosił oficjalnie, że kończy karierę muzyczną, głównie z powodu chęci osobistego wychowywania dwóch najmłodszych synów z ostatniego małżeństwa. W listopadzie 2015 ogłosił powrót do branży, wcześniej podpisując umowę z Warner Bros. o reedycje ośmiu jego poprzednich płyt wzbogaconych o dodatkowe materiały. W czerwcu 2017 odbyła się, zapowiedziana w październiku 2016 roku, trasa koncertowa „Not Dead Yet Live – Tour 2017”. Collins wystąpił w Roayl Albert Hall w Londynie, Lanxess Arena w Kolonii, a także w AccorHotels Arena w Paryżu. W koncertach towarzyszyli mu m.in. jego 16-letni syn Nicholas Collins jako perkusista, Daryl Stuermer (gitara) i Leland Sklar (gitara basowa). Choć zamierzał zająć się głównie karierą solową, muzyk rozważał ponadto reaktywację Genesis. W lutym 2016 pojawiły się pogłoski o nowym albumie grupy w składzie: Collins, Gabriel, Rutherford, Banks, Wilson i Hackett.

## Film, teatr i telewizja
W przemyśle filmowym zajmował się głównie muzyką. Cztery z jego siedmiu piosenek ze szczytu amerykańskich list przebojów to utwory z soundtracków. Praca przy disneyowskim filmie Tarzan przyniosła mu Oscara.
Jako dziecko pojawił się w trzech filmach, w dwóch jako statysta. Pierwszą dużą rolę zagrał w Calamity the Cow (1967). Był jednak bardzo rozczarowany relacjami, jakie panowały na planie serialu, wdał się nawet w konflikt z reżyserem, co było głównym powodem porzucenia aktorstwa i zajęcia się muzyką rockową.
W 1984 napisał i nagrał tytułową piosenkę („Against All Odds”) do filmu Przeciw wszystkim. Utwór stał się pierwszym z jego siedmiu amerykańskich hitów list przebojów i otrzymał nominację do Oscara za najlepszą piosenkę. Collins nie został zaproszony do wykonania utworu na uroczystości przyznania Oscarów, mimo że był obecny podczas gali. Plotka głosi, że członkowie akademii, pomimo nominacji artysty, nie wiedzieli, kim on jest. Collins zobaczył więc na scenie Ann Reinking wykonującą jego piosenkę. Przez długi czas po uroczystości Collins przed wykonaniem „Against All Odds” na koncertach zwykł mówić: Pani Ann Reinking nie ma tu dzisiaj, więc sądzę, że muszę sam zaśpiewać moją piosenkę.
W 1985 wystąpił gościnnie w jednym z odcinków serialu Miami Vice (pt. Phil naciągacz), w którym zagrał naciągacza jednego z teleturniejów o Elvisie Presleyu.
Nagrał utwór „Separate Lives” w duecie z Marilyn Martin do filmu Białe noce (1985). Piosenka stała się hitem i przyniosła Collinsowi kolejną nominację do Oscara, mimo że była to nominacja dla twórcy tekstu piosenki Stephena Bishopa, nie dla Collinsa. Utwór wykazywał podobieństwo do muzyki nagranej na dwóch pierwszych albumach Collinsa. Bishop stwierdził, że został zainspirowany przez rozpadający się związek, a utwór nazwał „piosenką o gniewie”.
Pierwszą rolę, odkąd został muzykiem, Collins zagrał w 1988 w filmie Buster. Jego wykonanie „Groovy Kind of Love” piosenki z 1966 zespołu The Mindbenders, stało się numerem jeden. Film wypromował także utwór „Two Hearts”, który napisał wraz z Lamontem Dozierem. Krytyk filmowy Roger Ebert powiedział, że rola w Busterze została przez Collinsa „zagrana zadziwiająco skutecznie”, mimo tego soundtrack okazał się bardziej popularny od samego filmu. Po wystąpieniu w Busterze Collins rzadko grał w filmach. W 1993 otrzymał główną rolę w filmie Phil Oszust Collins. Pojawił się także w filmie Stevena Spielberga Hook (1991) i w A orkiestra grała dalej (1993). Ponadto podkładał głos pod postaci w filmach animowanych Balto (1995) i Księga dżungli 2 (2003). Miał także wystąpić, obok Danny’ego DeVito i Boba Hoskinsa w filmie The Three Bears, projekt nie został jednak nigdy zrealizowany.
Nagrał muzykę do animowanego filmu Tarzan (1999) dla The Walt Disney Company, a za główną piosenkę animacji – „You’ll Be in My Heart” – dostał Oscara. Utwór ten nagrał także m.in. w wersji hiszpańskojęzycznej, jest to jego jedyny utwór, jaki ukazał się na hiszpańskojęzycznej liście przebojów Billboard’s Hot Latin Tracks. Disney zatrudnił go ponownie w 2003, kiedy to nagrał ścieżkę dźwiękową do filmu animowanego Mój brat niedźwiedź, z piosenką przewodnią „Look Through My Eyes”, nagraną w duecie z Tiną Turner. W 2005 skomponował muzykę do filmu Tarzan 2: Początek legendy
Był dwukrotnie gospodarzem ceremonii rozdania Billboard Music Awards. Pojawił się także w roli kanciarza w jednym z odcinków serii Policjanci z Miami, pt. „Phil the Shill”. Zagrał gościnnie w kilku skeczach programu skeczowego The Two Ronnies oraz zagrał w epizodzie sitcomu Whoopi.
W 2005 piosenka „Welcome”, którą Collins zaśpiewał do filmu Mój brat niedźwiedź, została użyta jako motyw dla Walt Disney's Parade of Dreams, głównej parady zorganizowanej z okazji 50-lecia Disneylandu. W 2006 disneyowski Tarzan został zaadaptowany na sceny Broadwayu. Collins nagrał 11 nowych piosenek i utworów instrumentalnych oraz aktywnie uczestniczył przy produkcji. W przeciwieństwie do filmu, gdzie Collins śpiewał wszystkie piosenki, w musicalu są one wykonywane przez postaci na scenie.
Oprócz tego w 2006 zagrał swoją postać w grze Grand Theft Auto: Vice City Stories, w którym wcielił się w przyjaciela Reni Wassulmaier i bliższego przyjaciela Barry’ego, a także dał koncert w Hyman Memorial Stadium w GTA: Vice City. W czasie gry groziła mu kompromitacja, zepsucie występu oraz morderstwo. Gracz może być również świadkiem koncertu, gdyż w jego czasie dbamy o oświetlenie sceny, a potem jest możliwość kupienia biletu na kolejny koncert.

## Życie prywatne
W latach 1975–1980 był żonaty z Andreą Bertorelli, którą poznał w klasie dramatycznej w Londynie. Mają syna, Simona, muzyk zaadoptował również córkę żony, Joely. Po rozwodzie związał się z Jill Tavelman, której mężem był w latach 1984–1996 i z którą ma córkę, Lily. Latem 1992 wdał się w romans ze spotkaną po latach szkolną miłością Lavinią, z którą pozostawał w nieformalnym związku przez kilka miesięcy, co przyczyniło się do rozpadu małżeństwa z Jill. W 1999 ożenił się z Orianne Cevey, z którą ma dwóch synów, Nicholasa i Matthew. 16 marca 2006 ogłosili separację. Mieszka w Féchy.
W czerwcu 1994 roku Jej Królewska Mość Królowa Elżbieta II nadała mu Królewski Order Wiktoriański (Lieutenant of the Royal Victorian Order), dzięki czemu został Oficerem Królewskiego Zakonu Wiktoriańskiego (forma rycerstwa), za pracę w charakterze powiernika Prince's Trust.
Jest obrońcą praw zwierząt i członkiem organizacji Ludzie na rzecz Etycznego Traktowania Zwierząt (PETA). W 2005 przekazał podpisane pałeczki do gry na perkusji na rzecz kampanii PETA przeciwko KFC. Podczas wyborów w Wielkiej Brytanii w 2000 otwarcie popierał Konserwatystów. Jest fanem londyńskiego klubu piłkarskiego Tottenham Hotspur.

## Nagrody
Lista nagród i nominacji przyznanych Collinsowi (tylko jako solowemu artyście, lista nie uwzględnia nagród Genesis).

### Nagroda Grammy

#### Nagrody
- 1985: Wokalista roku („Against All Odds (Take a Look at Me Now)” (1984))
- 1986: Album roku (No Jacket Required (1985))
  - Wokalista roku (No Jacket Required (1985))
  - Producent roku (Non-Classical) (No Jacket Required (1985)), wraz z Hugh Padghamem
- 1989: Najlepsza piosenka filmowa („Two Hearts” z filmu Buster (1988)), wraz z Lamontem Dozieriem
- 1991: Nagranie roku („Another Day in Paradise” (1989))
- 2000: Najlepsza piosenka filmowa (Tarzan Soundtrack (1999)), wraz z Markiem Manciną

#### Nominacje
- 1984: Wokalista roku muzyki rockowej („I Don’t Care Anymore” (1982))
- 1985: Piosenka roku („Against All Odds (Take a Look at Me Now)” (1984))
  - Najlepsza piosenka filmowa (Przeciw wszystkim Soundtrack (1984)), wraz z innymi artystami
  - Najlepszy krótki film muzyczny (Phil Collins Video (1984))
- 1986: Najlepszy duet lub grupa wokalistów („Easy Lover” (1984)), wraz z Philipem Baileyem
  - Najlepszy krótki film muzyczny („Do They Know It’s Christmas” (1984)), wraz z innymi artystami(Band Aid)
  - Najlepszy krótki film muzyczny (No Jacket Required Video (1985))
- 1989: Wokalista roku muzyki pop („A Groovy Kind of Love” (1988))
- 1991: Album roku (…But Seriously (1989))
  - Piosenka roku („Another Day in Paradise” (1989))
  - Wokalista roku muzyki pop („Another Day in Paradise” (1989))
  - Najlepszy utwór instrumentalny pop („Saturday Night And Sunday Morning” (1989))
  - Producent roku (Non-Classical) (…But Seriously (1989)), wraz z Hugh Padghamem
  - Najlepszy technicznie album (Non-Classical) (…But Seriously (1989)), dla Hugh Padghama
  - Najlepszy długi film muzyczny (The Singles Collection (1990))
  - Najlepszy krótki film muzyczny („Another Day in Paradise” (1989))
- 1997: Najlepszy akompaniament („Do Nothin' Till You Hear From Me” z albumu Quincy Jonesa Q’s Jook Joint (1995)), dla Quincy Jonesa i Sama Nestico
- 2000: Najlepsza piosenka filmowa („You’ll Be in My Heart” z filmu Tarzan (1999))

### American Music Awards

#### Nagrody
- 1991: Najlepszy album (Pop/Rock) (…But Seriously (1989))
  - najlepszy piosenkarz (Pop/Rock) (…But Seriously (1989))
- 2000: Najlepszy artysta (Adult/Contemporary) (Tarzan Soundtrack (1999))

#### Nominacje
- 1986: Najlepszy album (Pop/Rock): No Jacket Required (1985)
  - Najlepszy piosenkarz (Pop/Rock): No Jacket Required (1985)
  - Najlepszy teledysk (Pop/Rock): „Easy Lover” (1984), wraz z Philipem Baileyem
  - Najlepszy artysta w teledysku (Pop/Rock): No Jacket Required Video (1985)
  - Najlepszy artysta w teledysku: Soul/Rhythm And Blues; „Easy Lover” (1984), wraz z Philipem Baileyem

### Nagroda Akademii Filmowej

#### Nagrody
- 2000: Najlepsza oryginalna piosenka filmowa: „You’ll Be in My Heart” z filmu Tarzan (1999)

#### Nominacje
- 1985: Najlepsza oryginalna piosenka filmowa: „Against All Odds (Take a Look at Me Now)” z filmu Przeciw wszystkim (1984)
- 1986: Najlepsza oryginalna piosenka filmowa: „Separate Lives” z filmu Białe noce (1985), dla Stephena Bishopa
- 1989: Najlepsza oryginalna piosenka filmowa: „Two Hearts” z filmu Buster (1988), wraz z Lamontem Dozierem

### Złoty Glob

#### Nagrody
- 1989: Najlepsza oryginalna piosenka filmowa – Motion Picture: „Two Hearts” z filmu Buster (1988), wraz z Lamontem Dozierem, dzielona z piosenką „Let The River Run” z filmu Working Girl, Carly Simon
- 2000: Najlepsza oryginalna piosenka filmowa – Motion Picture: „You’ll Be in My Heart” z filmu Tarzan (1999)

#### Nominacje
- 1985: Najlepsza oryginalna piosenka filmowa – Motion Picture: „Against All Odds (Take a Look at Me Now)” z filmu Przeciw wszystkim (1984)

### Disney Legend

#### Nagrody
- 2002: Nagroda Disney Legend

### Songwriters Hall of Fame
- 2003 – wprowadzenie do Songwriters Hall of Fame[45]

## Dyskografia

### Albumy
| Rok  | Album                                                               | Single | Certyfikat         |
| ---- | ------------------------------------------------------------------- | --- | ------------------ |
| 1981 | Face Value - Wydany: 9 lutego 1981                                  | - „I Missed Again” - „In the Air Tonight” - „If Leaving Me Is Easy” |                    |
| 1982 | Hello, I Must Be Going! - Wydany: 1 listopada 1982                  | - „Thru These Walls” - „You Can’t Hurry Love” - „I Don’t Care Anymore” - „Don’t Let Him Steal Your Heart Away” - „I Cannot Believe It’s True” - „Why Can’t It Wait 'Til Morning?” |                    |
| 1985 | No Jacket Required - Wydany: 18 lutego 1985                         | - „One More Night” - „Sussudio” - „Don’t Lose My Number” - „Take Me Home” |                    |
| 1987 | 12"ers - Remix album                                                | |                    |
| 1989 | …But Seriously - Wydany: 20 listopada 1989                          | - „Another Day in Paradise” - „I Wish It Would Rain Down” - „Do You Remember?” - „Something Happened On the Way to Heaven” - „Hang in Long Enough” - „That’s Just the Way it is”  |                    |
| 1990 | Serious Hits... Live! - Wydany: 5 listopada 1990 - Album koncertowy | - „Do You Remember?” - „Who Said I Would” |                    |
| 1993 | Both Sides - Wydany: 8 listopada 1993                               | - „Both Sides of the Story” - „Everyday” - „We Wait and We Wonder” |                    |
| 1996 | Dance into the Light - Wydany: 21 października 1996                 | - „Dance Into the Light” - „It’s in Your Eyes” - „Wear My Hat” | - POL: złota płyta |
| 1998 | …Hits - Wydany: 5 października 1998 - Kolekcja największych hitów   | - „True Colors” |                    |
| 2002 | Testify - Wydany: 11 listopada 2002                                 | - „Can't Stop Loving You” - „Come with Me” - „Wake Up Call” - „Testify” - „The Least You Can Do”                                                                                  |                    |
| 2004 | The Platinum Collection                                             | - Wydany: 31 maja 2004 - Box set zawierający albumy „Face Value”, „No Jacket Required” i „…But Seriously”                                                                         |                    |
| 2004 | Love Songs: A Compilation... Old and New - Wydany: 1 listopada 2004 | - „Don’t Let Him Steal Your Heart Away” - „Tearing And Breaking” |                    |
| 2010 | Going Back - Wydany: 13 września 2010                               | - „(Love Is Like A) Heatwave” | - POL: złota płyta |

### Najważniejsze ścieżki dźwiękowe
| Rok  | Ścieżka dźwiękowa | Single                                                                        |
| ---- | ----------------- | ----------------------------------------------------------------------------- |
| 1984 | Against All Odds  | - „Against All Odds (Take a Look at Me Now)”                                  |
| 1985 | Białe noce        | - „Separate Lives”                                                            |
| 1988 | Buster            | - „Groovy Kind of Love” - „Two Hearts”                                        |
| 1999 | Tarzan            | - „You’ll Be in My Heart” - „Son of Man” - „Strangers Like Me” - „Two Worlds” |
| 2003 | Brother Bear      | - „Look Through My Eyes” - „On My Way” - „No Way Out”                         |
| 2010 | The Hangover      | - „In The Air Tonight”                                                        |

### The Phil Collins Big Band
| Rok  | Album                |
| ---- | -------------------- |
| 1999 | A Hot Night in Paris |

### Single
| Lp. | Rok  | Tytuł                                              | Album                                         | UK    | US    | DE     |
| --- | ---- | -------------------------------------------------- | --------------------------------------------- | ----- | ----- | ------ |
| 1   | 1981 | „In the Air Tonight”                               | Face Value                                    | 2     | 19    | 1 (1)  |
| 2   | 1981 | „I Missed Again”                                   | Face Value                                    | 14    | 19    | 23     |
| 3   | 1981 | „If Leaving Me Is Easy”                            | Face Value                                    | 17    | –     | 61     |
| 4   | 1982 | „Thru These Walls”                                 | Hello, I Must Be Going!                       | 56    | –     | –      |
| 5   | 1982 | „You Can’t Hurry Love”                             | Hello, I Must Be Going!                       | 1 (2) | 10    | 3      |
| 6   | 1983 | „I Don’t Care Anymore”                             | Hello, I Must Be Going!                       | –     | 39    | –      |
| 7   | 1983 | „Don’t Let Him Steal Your Heart Away”              | Hello, I Must Be Going!                       | 45    | –     | –      |
| 8   | 1983 | „Why Can’t It Wait ’Til Morning”                   | Hello, I Must Be Going!                       | 89    | –     | –      |
| 9   | 1984 | „Against All Odds (Take a Look at Me Now)”         | Against All Odds (OST)                        | 2     | 1 (3) | 9      |
| 10  | 1984 | „Easy Lover” (z Philipem Baileyem)                 | Chinese Wall (album Philipa Baileya)          | 1 (4) | 2     | –      |
| 11  | 1985 | „One More Night”                                   | No Jacket Required                            | 4     | 1 (2) | 10     |
| 12  | 1985 | „Sussudio”                                         | No Jacket Required                            | 12    | 1 (1) | 17     |
| 13  | 1985 | „Don’t Lose My Number”                             | No Jacket Required                            | –     | 4     | –      |
| 14  | 1985 | „Take Me Home”                                     | No Jacket Required                            | 19    | 7     | –      |
| 15  | 1985 | „Separate Lives” (z Marilyn Martin)                | White Nights (OST)                            | 4     | 1 (1) | 50     |
| 16  | 1988 | „In the Air Tonight (remix)”                       | non-album single                              | 4     | –     | 3      |
| 17  | 1988 | „A Groovy Kind of Love”                            | Buster (OST)                                  | 1 (2) | 1 (2) | 3      |
| 18  | 1989 | „Two Hearts”                                       | Buster (OST)                                  | 6     | 1 (2) | 3      |
| 19  | 1989 | „Another Day in Paradise”                          | …But Seriously                                | 2     | 1 (4) | 1 (10) |
| 20  | 1990 | „I Wish It Would Rain Down”                        | …But Seriously                                | 7     | 3     | 8      |
| 21  | 1990 | „Do You Remember?”                                 | …But Seriously                                | –     | 4     | –      |
| 22  | 1990 | „Something Happened on the Way to Heaven”          | …But Seriously                                | 15    | 4     | 26     |
| 23  | 1990 | „That’s Just the Way it Is”                        | …But Seriously                                | 26    | –     | 51     |
| 24  | 1990 | „Hang in Long Enough”                              | …But Seriously                                | 34    | 23    | –      |
| 25  | 1990 | „Do You Remember? (live)”                          | Serious Hits... Live!                         | 57    | –     | 46     |
| 26  | 1991 | „Who Said I Would”                                 | Serious Hits... Live!                         | --    | 73    | –      |
| 27  | 1993 | „Hero” (z Davidem Crosbym)                         | Thousand Roads (album Davida Crosby’ego)      | 56    | 44    | –      |
| 28  | 1993 | „Both Sides of the Story”                          | Both Sides                                    | 7     | 25    | 12     |
| 29  | 1994 | „Everyday”                                         | Both Sides                                    | 15    | 24    | 35     |
| 30  | 1994 | „We Wait and We Wonder”                            | Both Sides                                    | 45    | –     | 52     |
| 31  | 1996 | „Somewhere”                                        | The Songs of West Side Story                  | –     | –     | –      |
| 32  | 1996 | „Dance into the Light”                             | Dance into the Light                          | 9     | 45    | 42     |
| 33  | 1996 | „It's in Your Eyes”                                | Dance into the Light                          | 30    | 77    | –      |
| 34  | 1997 | „No Matter Who”                                    | Dance into the Light                          | –     | –     | 69     |
| 35  | 1997 | „Wear My Hat”                                      | Dance into the Light                          | 43    | –     | 81     |
| 36  | 1997 | „The Same Moon”                                    | Dance into the Light                          | –     | –     | 87     |
| 37  | 1998 | „True Colors”                                      | Hits                                          | 26    | –     | 35     |
| 38  | 1999 | „You’ll Be in My Heart”                            | Tarzan (OST)                                  | 17    | 21    | 20     |
| 39  | 2000 | „Strangers Like Me”                                | Tarzan (OST)                                  | –     | –     | 29     |
| 40  | 2000 | „Son of Man”                                       | Tarzan (OST)                                  | –     | –     | 68     |
| 41  | 2000 | „Two Worlds”                                       | Tarzan (OST)                                  | –     | –     | 43     |
| 42  | 2001 | „In the Air Tonite” (Lil’ Kim z Philem Collinsem)  | Urban Renewal (tribute album Phila Collinsa)  | 26    | –     | 3      |
| 43  | 2002 | „Can't Stop Loving You”                            | Testify                                       | 28    | 76    | 11     |
| 44  | 2003 | „Come With Me”                                     | Testify                                       | –     | –     | –      |
| 45  | 2003 | „The Least You Can Do” / „Wake Up Call”            | Testify                                       | 86    | –     | 87     |
| 46  | 2003 | „Home” (Bone Thugs-N-Harmony z Philem Collinsem)   | Thug World Order (album Bone Thugs-N-Harmony) | 19    | –     | –      |
| 47  | 2003 | „Look Through My Eyes”                             | Brother Bear (OST)                            | 61    | –     | 51     |
| 48  | 2004 | „No Way Out”                                       | Brother Bear (OST)                            | –     | –     | 74     |
| 49  | 2004 | „Don’t Let Him Steal Your Heart Away” (re-release) | Love Songs: A Compilation... Old and New      | –     | –     | –      |
| 50  | 2005 | „You Touch My Heart”                               | Testify                                       | –     | –     | –      |

### VHS / DVD
- 1984: Live at Perkins Palace (muzyczny)
- 1985: No Ticket Required (muzyczny)
- 1985: All Live (muzyczny)
- 1989: The Singles Collection (muzyczny)
- 1990: Serious Hits... Live! (muzyczny)
- 1997: Live and Loose in Paris (muzyczny)
- 1999: Classic Albums: Phil Collins – Face Value (dokument)
- 2002: Phil Collins – A Life Less Ordinary (dokument)
- 2004: Finally – The First Farewell Tour (muzyczny)
- 2010: Going Back (Special Edition) DVD (muzyczny)